# Hate Them
Albums de Darkthrone
Plaguewielder
(2001) Sardonic Wrath
(2004)
Hate Them est le neuvième album studio du groupe de Black metal norvégien Darkthrone. L'album est sorti le 10 mars 2003 sous le label Moonfog Productions.
Comme son successeur, Sardonic Wrath, cet album possède une intro et une outro electro, composées par Lars Sørensen (no) de Red Harvest.
La couverture de la pochette de l'album a été réalisée par Eric Massicotte du groupe Thesyre.

## Musiciens
- Nocturno Culto – chant, guitare, basse
- Fenriz – batterie, chant

## Liste des morceaux
| 1.    | Rust                            | Lrz (no), Fenriz, Nocturno Culto | 6:44 |
| 2.    | Det Svartner Nå                 | Fenriz                           | 5:38 |
| 3.    | Fucked Up And Ready To Die      | Fenriz, Nocturno Culto           | 3:43 |
| 4.    | Ytterst I Livet                 | Fenriz, Nocturno Culto           | 5:25 |
| 5.    | Divided We Stand                | Fenriz                           | 5:17 |
| 6.    | Striving For A Piece Of Lucifer | Fenriz, Nocturno Culto           | 5:30 |
| 7.    | In Honour Of Thy Name           | Lrz (no), Fenriz                 | 6:28 |
| 38:45 |                                 |                                  |      |